# سنديان موهري
سنديان موهري (الاسم العلمي: Quercus mohriana)، نوع نبات من جنس السنديان وفصيلة الزانية. هي شجيرة أو شجرة صغيرة دائمة الخضرة في مجموعة البلوط الأبيض، ومواطنها في جنوب ووسط الولايات المتحدة وشمال وسط المكسيك. سُميت جميع الأنواع تكريمًا لصيدلي وعالم النبات تشارلز موهر من ألاباما.